# Stephen Markley
Œuvres principales
- Ohio (2018)
- Le Déluge (2023)

Stephen Markley est un écrivain américain, né en 1983 à Mount Vernon (Ohio).

## Biographie
Stephen Markley naît en 1983 à Mount Vernon, dans l'Ohio.
Il grandit dans cette ville et fait des études à l'université Miami à Oxford (Ohio).
Il fait ses premières armes comme rédacteur indépendant à Chicago, où il est notamment chroniqueur pour l'hebdomadaire RedEye (en). Il est diplômé de l'Iowa Writers' Workshop.
Il vit à Los Angeles.

## Parcours littéraire
Son premier roman, Ohio, paru en 2019, est une « fresque politico-sociale [...] sur une Amérique gouvernée par la peur et rongée par les divisions, empêtrée dans une lutte sans fin contre le terrorisme ». Lauréat du Grand Prix de littérature américaine (en) en 2020, l'ouvrage « permet de saisir à quel point la jeunesse post-11-Septembre a été meurtrie par les attentats et se retrouve depuis complètement déboussolée, désabusée, en manque de repères et de rêves. ». La chaîne HBO prévoyait en 2021 une adaptation télévisée du roman.
Son deuxième roman, Le Déluge, roman d'anticipation (« épopée » selon l'auteur) imaginé après l'ouragan Katrina de 2005, paraît en 2023 après plus de dix ans de travail. Influencé par Le Fléau de Stephen King et Méridien de sang de Cormac McCarthy, l'ouvrage parle des conséquences du dérèglement climatique. Son auteur y évoque « avec beaucoup de vraisemblance des crises migratoires, une grande crise alimentaire et plusieurs krachs boursiers ».

## Distinction
- 2020 : Grand Prix de littérature américaine (en) pour Ohio[12]

## Ouvrages

### Divers
- (en) Tales of Iceland: Running with the Huldufólk in the Permanent Daylight (récit de voyage), GiveLiveExplore LLC, 29 avril 2013, 218 p. (ISBN 978-0989216517)
- (en) Publish This Book: The Unbelievable True Story of How I Wrote, Sold and Published This Very Book, Naperville (Illinois), Sourcebooks (en), 1er mars 2010, 480 p. (ISBN 978-1402229350)

### Romans
- 2018 : (en) Ohio, New-York, Simon & Schuster, 13 juin 2019, 512 p. (ISBN 9781501174483)[13]
  - Ohio  (trad. Charles Recoursé), Paris, Albin Michel, août 2020, 540 p. (ISBN 9782226442048)[14],[15]
- 2023 : (en) The Deluge, New-York, Simon & Schuster, 7 novembre 2023, 896 p. (ISBN 978-1982123109)[16],[17],[18]
  - Le Déluge  (trad. Charles Recoursé), Paris, Albin Michel, août 2024, 1039 p. (ISBN 9782226475565)[19]